# بكري المدينة
بكري عبد القادر المدينة (مواليد 30 نوفمبر 1987) في مدينة ود مدني وسط السودان) هو لاعب كرة قدم سوداني يلعب حالياً كمهاجم لنادي المريخ في الدوري السوداني الممتاز و‌منتخب السودان.

## المسيرة الرياضية
امتدت مسيرة بكري المدينة في الملاعب لحوالي خمس سنوات فقط بعد انتقاله من حواري ديم المشايخة بسنار إلى نادي المدينة ودمدني (درجة أولى) في العام 2008م ومن ثم تنقل بسرعة الصاروخ من المدينة إلى أهلي مدني ثم إلى أهلي شندي ومنه مباشرة إلى الهلال الذي بدأ معه مسيرته الفعلية موسم 2010م ومنه قفز بالزانة إلى تشكيلة المنتخب الوطني وبعد ذلك انتقل اللاعب إلى المريخ في نوفمبر عام 2014، وفي كل المحطات التي مر بها أكد أنه يسير نحو المستقبل بتطور مضطرد ويخطو إلى المجد بثبات.

## روابط خارجية
- بكري المدينة على موقع ناشيونال فوتبول تيمز (الإنجليزية)